# Monismo anômalo
O monismo anômalo é uma teoria filosófica sobre a relação entre eventos físicos e eventos mentais formulada pelo filósofo Donald Davidson no artigo de 1970 “Mental events”. O monismo anômalo combina duas teses: a de que eventos mentais (individuais) são idênticos a eventos físicos (individuais), e a de que teorias ou conceitos mentais (ou psicológicos) são irredutíveis a teorias ou conceitos físicos. Os eventos mentais em questão são as chamadas atitudes proposicionais, exemplificadas paradigmaticamente por crenças, desejos, intenções, quereres etc.

## A identidade entre eventos físicos e mentais
O argumento proposto por Davidson para defender o monismo anômalo surge de sua tentativa de mostrar que três princípios são consistentes:
- (a) eventos mentais e eventos físicos interagem causalmente (por exemplo, quando agimos ou percebemos um objeto);
- (b) relações causais implicam a existência de leis deterministas estritas;
- (c) não há leis deterministas estritas para a previsão de eventos mentais.

A distinção entre eventos físicos e mentais adotada no monismo anômalo é feita com base nos tipos de descrições que eles recebem: um evento é um evento “mental se e somente se ele tem uma descrição mental” (1970, p. 139). Descrições mentais são aquelas que geram contextos intensionais, paradigmaticamente em frases que contêm verbos que expressam atitudes proposicionais como acreditar, desejar, querer, entre outros. Um evento é físico, por outro lado, se e somente se tem uma descrição física. Esse modo de estabelecer a distinção é importante, pois facilita a defesa do monismo, já que abre a possibilidade de um mesmo evento receber tanto uma descrição física quanto uma descrição mental, sendo portanto um mesmo evento que é físico e mental.
Para mostrar que no fundo não há nenhuma contradição entre os três princípios, Davidson oferece uma teoria da identidade “que não contém nenhuma contradição interna e que implique os três princípios” (1970, p. 138). O tipo de teoria da identidade em questão é uma teoria da identidade de espécimes entre eventos físicos e mentais (uma “token identity theory”). Essa teoria afirma que eventos mentais individuais são idênticos a eventos físicos individuais, mas nega que possa haver identidade entre tipos de eventos mentais e tipos de eventos físicos (nega, portanto, uma “type identity”). É negado, portanto, que possa haver uma redução do mental ao físico.
Os três princípios são reconciliados por Davidson da seguinte maneira:
- (a’) a interação causal ocorre “entre eventos individuais, não importa como sejam descritos” (1970, p. 141).
- (b’) relações causais implicam leis estritas, mas essas leis não precisam estar formuladas em um vocabulário específico (em particular, não precisam ser formuladas em termos mentais).
- (c’) é impossível formular leis causais estritas empregando-se o vocabulário das atitudes proposicionais.

Com essa proposta, Davidson pretende que se possa aceitar coerentemente que há interação causal entre eventos físicos e mentais, que relações causais “instanciam” leis, mas que não há leis causais sobre eventos mentais, isto é, não há leis formuladas nos termos das atitudes proposicionais.

## O argumento para o anomalismo do mental
Dentre os três princípios a partir dos quais Davidson defende o monismo anômalo, ele apresenta argumentos apenas para o caráter anômalo dos eventos mentais – (c’). Por “anomalismo do mental”, Davidson entende o fato de que eventos descritos em termos mentais não são suscetíveis de serem capturados pelas leis estritas da teoria física. Ele aceita que possa haver generalizações verdadeiras relacionando eventos mentais e eventos físicos (por exemplo, comportamentos), mas defende que essas generalizações não têm o caráter de leis estritas, tais como as da teoria física.
O principal argumento apresentado para defender o caráter anômalo dos eventos mentais parte do seu caráter holístico, e das restrições que daí decorrem para identificação do conteúdo das atitudes proposicionais. Como Davidson diz, “damos sentido a crenças particulares apenas na medida em que são coerentes com outras crenças, com preferências, intenções, esperanças, medos, expectativas e o resto […] O conteúdo de uma atitude proposicional é derivado de seu lugar em um padrão” (p. 145). O padrão em questão é o caráter racional, a coerência lógica, que precisa ser satisfeita para que se possa atribuir atitudes proposicionais a um sujeito. Essas limitações não aparecem no vocabulário da teoria física e é por isso que Davidson defende que não pode haver redução (quer por definição ou por meio de leis auxiliares) de teorias formuladas no vocabulário mental das atitudes proposicionais a uma teoria física desprovida desse vocabulário.

## O argumento para o monismo
Outro argumento presente na defesa inicial feita por Davidson do monismo anômalo tenta derivar a verdade de uma teoria da identidade entre eventos físicos e mentais a partir dos três princípio iniciais. Esse argumento depende também da suposição de que a teoria física permite uma descrição completa do universo, ou um “sistema compreensivo fechado” (1970, p. 147).
O argumento funciona da seguinte maneira: dado que, sempre que há uma relação causal entre dois eventos esses eventos têm de poder ser subsumidos a uma lei estrita (princípio B), e que só pode haver esse tipo de lei na teoria física (princípio C), segue-se que qualquer evento mental que interaja causalmente com outro têm de ser também um evento físico. O evento tem de ser físico porque ele terá de ser descrito em um vocabulário suscetível de subsunção a uma lei. Mas como esse tipo de lei só pode ser física (e não psicológica) o evento em questão terá de poder receber uma descrição física. Sendo assim, ele é um evento físico, pois ser um evento físico é ter uma descrição no vocabulário físico.